# SL Benfica (futsal)
SL Benfica (futsal) is een Portugese zaalvoetbalclub, deel uitmakend van de club SL Benfica.

## Erelijst
Nationaal
- Liga Portuguesa (9)

2002–03, 2004–05, 2006–07, 2007–08, 2008–09, 2011–12, 2014–15, 2018–19, 2024–25
- Taça de Portugal (8)

2002–03, 2004–05, 2006–07, 2008–09, 2011–12, 2014–15, 2016–17, 2022–23
- Supertaça (9)

2003, 2006, 2007, 2009, 2011, 2012, 2015, 2016, 2023
- Taça da Liga (4)

2017–18, 2018–19, 2019–20, 2022–23
Internationaal
- UEFA Futsal Champions League (1)

2009/10